# Křovinář aksamitový
Křovinář aksamitový (Bothrops asper), známý také jako Fer-de-lance či Terciopelo, je had z čeledi zmijovitých, vyskytující se ve střední a Jižní Americe.

## Popis
Dospělí jedinci křovináře aksamitového mohou být až 1,8 metru dlouzí a jejich váha může dosáhnout až 6 kilogramů. Vyskytují se v džunglích, savanách a daří se jim i v podmínkách zemědělské půdy. Stejně jako ostatní zmijovití hadi, i křovinář aksamitový je vyzbrojen silným jedem, který je do těla kořisti vpouštěn 3,5 centimetru dlouhými jedovými zuby nacházejícími se v přední části horní čelisti. V divoké přírodě se mohou křovináři aksamitoví dožít až 21 let. Loví hlodavce, ptáky a obojživelníky.

## Jed
Vysoce toxický jed křovináře aksamitového způsobuje bolest a progresivní edém. Jelikož je druh značně rozšířen, způsobuje tak více uštknutí končících následně smrtí než jakýkoliv jiný had v geografické oblasti jeho rozšíření. V Kostarice je původcem asi 46 procent všech uštknutí způsobených hady, zatímco v Kolumbii se čísla v procentech vyšplhala na 50–70 procent.